# Dẽ mỏ cong
Dẽ mỏ cong (tên khoa học: Calidris ferruginea) là một loài chim trong họ Scolopacidae.
Dẽ mỏ công sinh sản ở đài nguyên Siberia Bắc Cực. Tên của chi từ tiếng Hy Lạp cổ đại kalidris hoặc skalidris, một thuật ngữ sử dụng bởi Aristotle cho một vài loài thủy cầm màu xám. Tên cụ thể ferruginea từ tiếng Latin ferrugo, ferruginis, "rỉ sắt" đề cập đến màu lông mùa sinh sản.
Đây là loài di cư nhiều, trú đông chủ yếu ở châu Phi, nhưng cũng ở nam và đông nam châu Á và Australia và New Zealand. It is a vagrant to North America.
Cũng có tên gọi khác là Rẽ bụng nâu.

## Mô tả

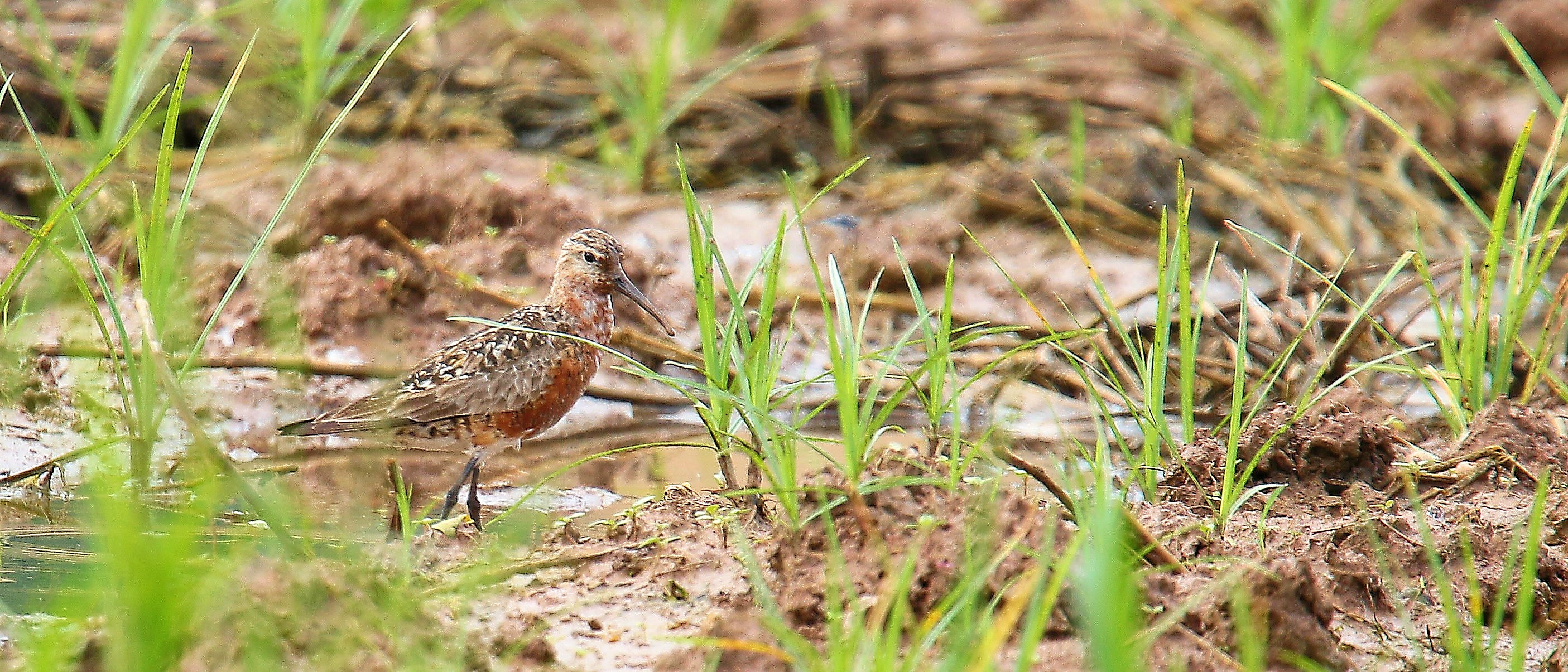
Rẽ bụng nâu

Đây là loài dẽ nhỏ, giống như dẽ trán trắng, nhưng khác ở mỏ công xuống và dài hơn, cổ và chân dài hơn và đít trắng. Chúng có chiều dài 18–23 cm (7,1–9,1 in) và sải cánh dài 38–41 cm (15–16 in). 

## Hình ảnh

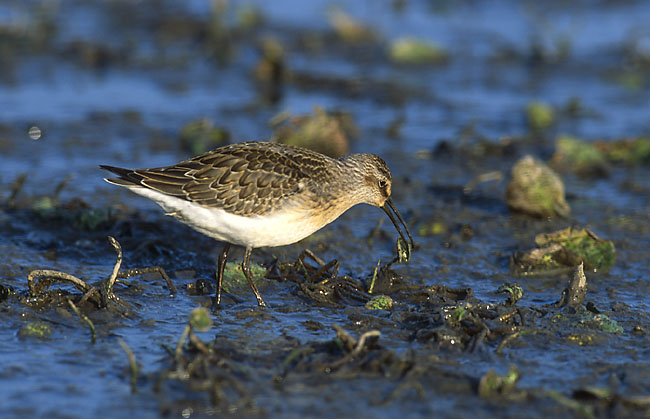
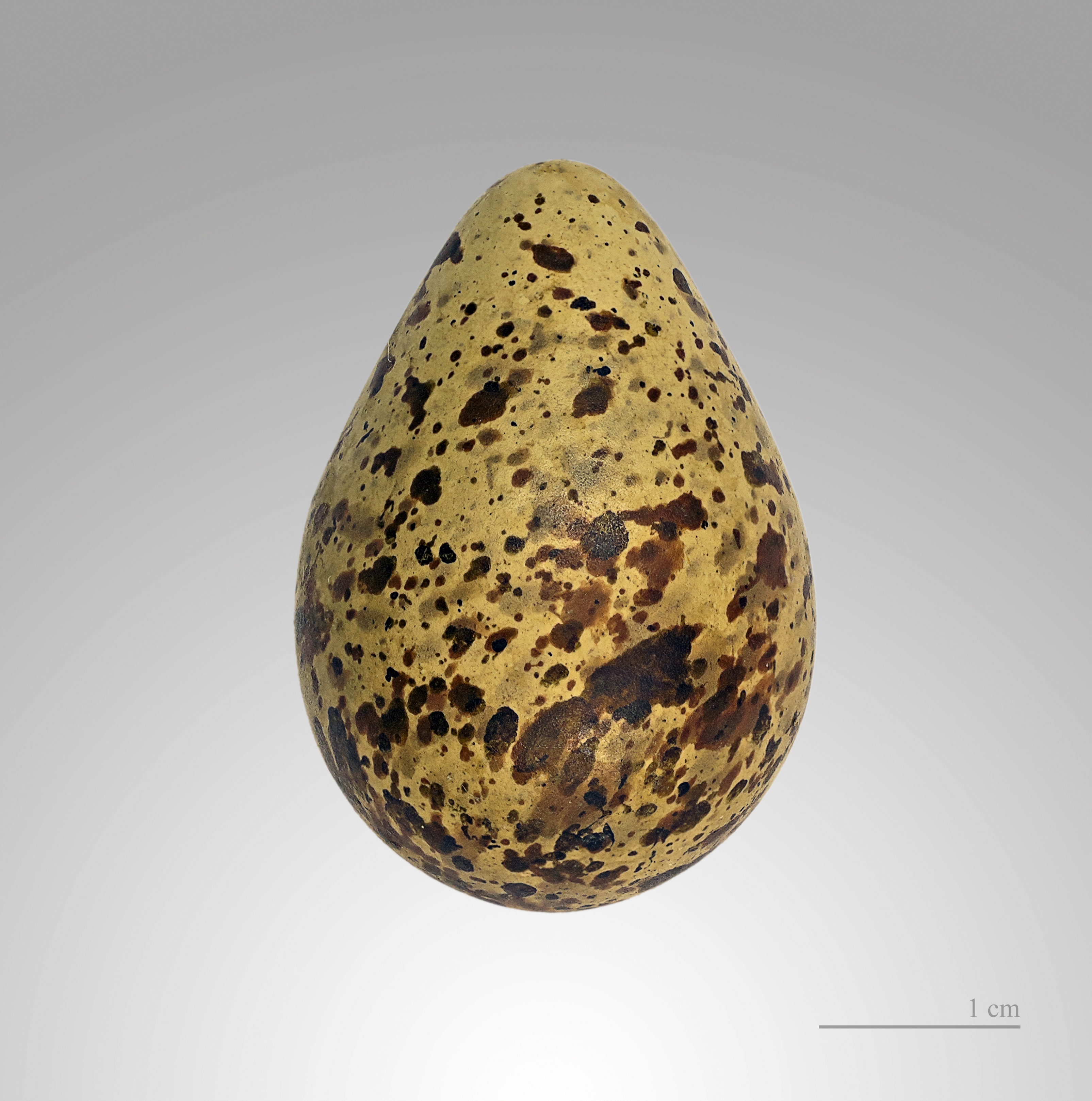
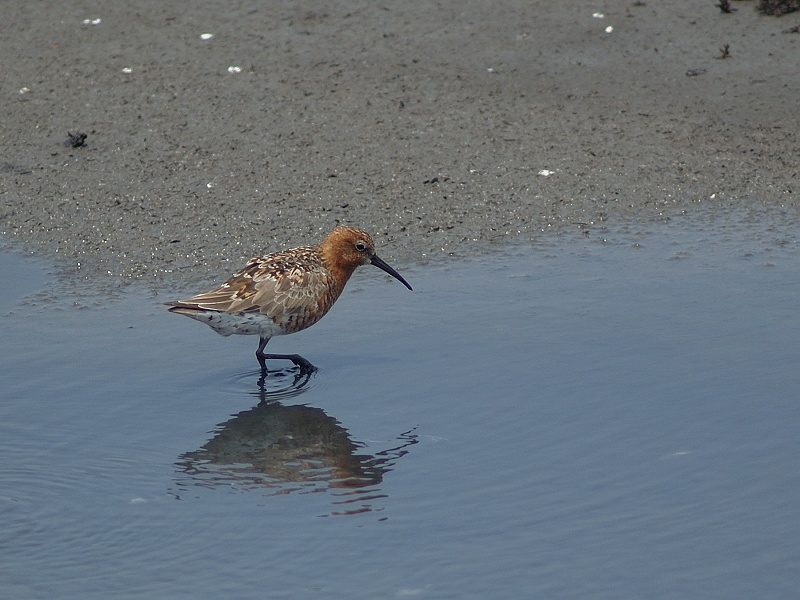